# Tanuki (Yōkai)

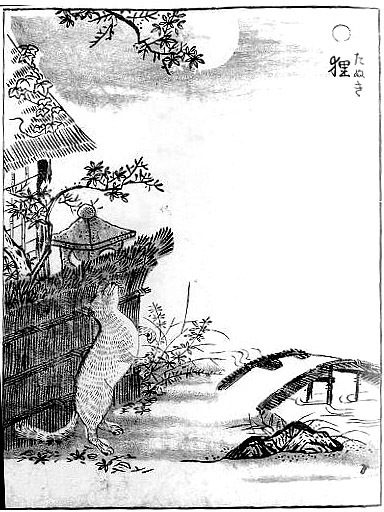
Ein Tanuki, wie er in Sekiens Gazu Hyakki Yagyō erscheint

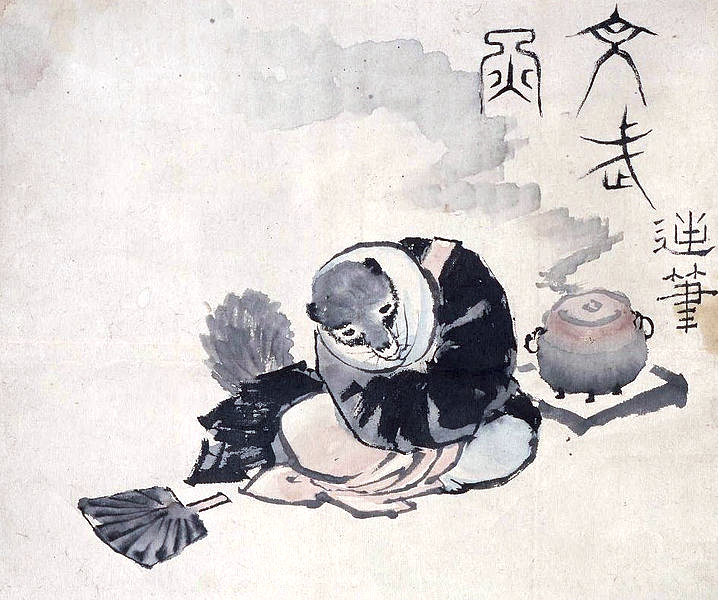
Ein Tanuki, wie er in Hokusais Bunbuku chagama-zū erscheint

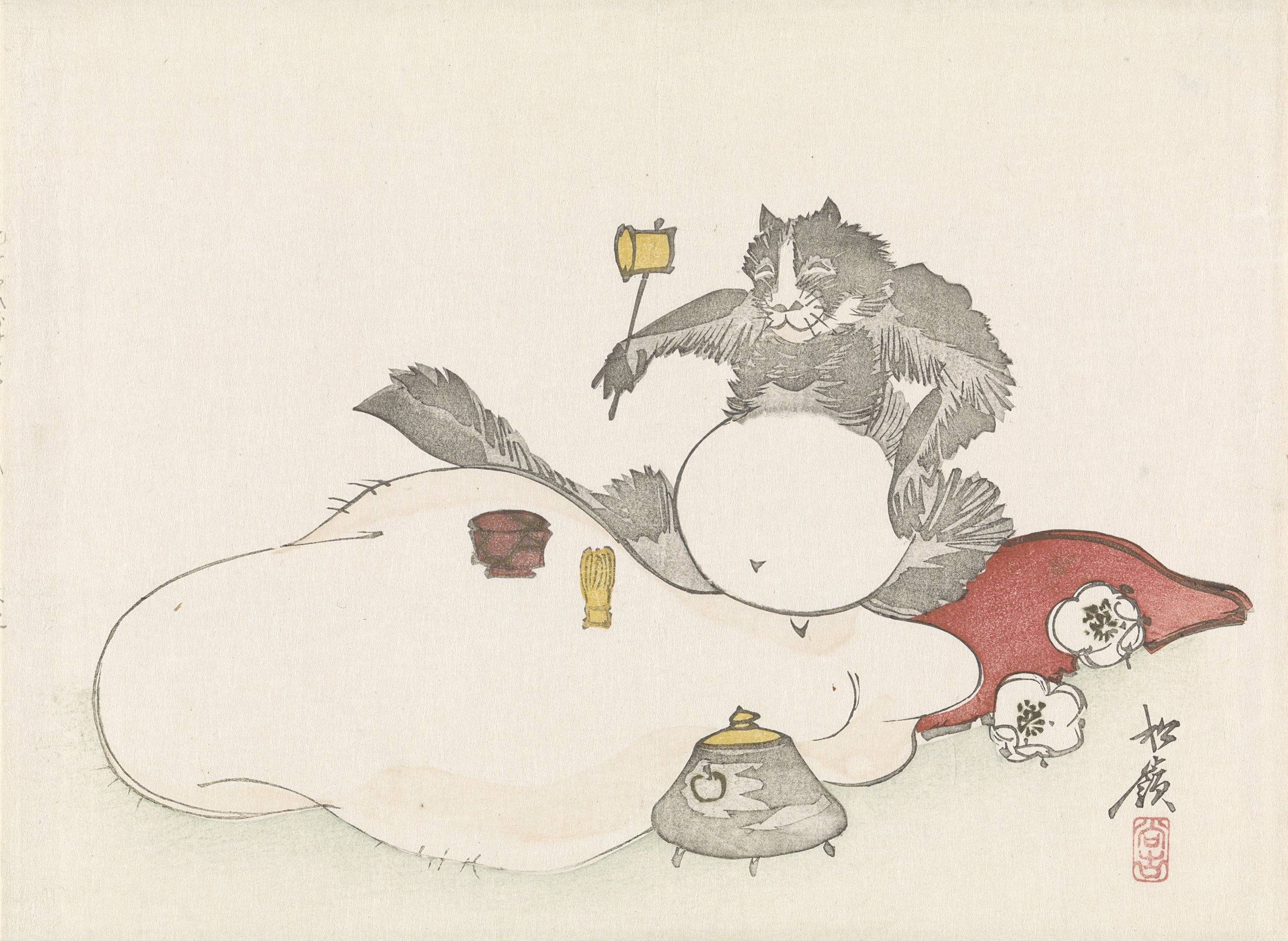
Tanuki mit gigantischem Scrotum, der eine Teezeremonie abhält. Zeichner: Shôrei, um 1868.

Der Tanuki (狸; „Marderhund“), auch Yabyō (野猫; „Wildkatze“) genannt, ist ein fiktives Wesen aus der japanischen Folklore und gehört zur Gruppe der Yōkai. Er gilt als Trickster mit ambivalentem Charakter. Der Tanuki ist in ganz Japan für seine Darstellungen mit übergroßem Scrotum bekannt und er soll sich in magische Teekessel verwandeln können.

## Beschreibung
Der Tanuki soll sich in einen zauberkundigen Yōkai verwandeln können, wenn er ungewöhnlich alt (älter als 20 Jahre) geworden ist. Dann lernt er, aufrecht zu gehen, zu sprechen und Tanuki-bi (eine Form von Irrlicht) zu beschwören. Er kleidet sich der Folklore nach gern in vornehme Kimonos und gibt sich adelig, oder er kleidet sich in eine schlichte Kutte und Reishut und gibt sich als Bettelmönch aus. Er kann außerdem seine Gestalt nach Belieben ändern und Stimmen imitieren und so ahnungslose Menschen narren. Tanuki sollen dem Menschen gegenüber eine ambivalente Haltung einnehmen. Es heißt, dass sie dem Menschen einerseits nur ungern trauen und sich lieber von ihm fernhalten. Andererseits erfreuen sie sich gleichwohl an den Streichen, die sie den Menschen spielen. Erst in moderneren Erzählungen und Medien treten auch freundlich gesinnte Tanuki auf.

## Hintergrund

### Ursprünge
Die Gestalt des Tanuki geht auf den real existierenden Marderhund (Nyctereutes procyonoides) zurück, der in Japan weit verbreitet ist. Er sieht dem bekannteren nordamerikanischen Waschbären ähnlich, mit dem er aber nicht näher verwandt ist. Der Begriff Tanuki bezeichnet allerdings sowohl die reale Tierart als auch den Yōkai, was öfters zu Verwirrungen und Verwechselungen führt. Aus diesem Grund bezeichnet die ländliche Folklore den Yōkai auch als Bake-tanuki (化け狸; „Kobold-Marderhund“) oder Tanuki-bake (狸化け; „Marderhund-Kobold“). Im japanischen Volksglauben spielt der Marderhund seit Jahrhunderten eine tragende Rolle.

### Erste Überlieferungen und Abbildungen
Eine bekannte Abbildung eines Tanuki findet sich im Emakimono Gazu Hyakki Yagyō (画図百鬼夜行; Bilderbuch der Nachtparade der 100 Dämonen) von Toriyama Sekien aus dem Jahr 1776. Sekien stellt seinen Tanuki ungewöhnlich naturgetreu dar, ohne irgendwelche anthropomorphen Züge, menschliche Bekleidung oder bei irgendeiner für Tiere untypischen Tätigkeit (zum Beispiel Lesen oder Musizieren). Der Grund hierfür ist unklar, möglicherweise wollte Sekien andeuten, wie verschwommen die Übergänge von realem Tier und mythologischem Geschöpf sein können. Eine besondere, diesmal eindeutig übernatürliche Form des Tanuki präsentiert Sekien in seinem Sammelband Gazu Hyakki Tsurezure Bukuro (百器徒然袋; 100 Dämonen im Handgepäck) von 1784: den Kinu-Tanuki (絹狸; „Seidentanuki“). Sekien schreibt über ihn, dass dieser Tanuki sich gerne in teure Hachijō-Seide kleide und man deshalb ein besonderes Auge auf diesen Stoff haben müsse. Er würde sonst nämlich Beine kriegen und abhandenkommen. Der Name „Kinu-Tanuki“ ist außergewöhnlich: Er ist ein seltenes Palindrom im japanischen Silbenbau.
Etwa ab der späten Edo-Zeit und beginnenden Meiji-Zeit mehren sich Darstellungen von Tanukis mit überdimensioniertem Scrotum. Oft wird fälschlicherweise angenommen, diese Zurschaustellung symbolisiere gesteigerte Potenz, Fruchtbarkeit, aber auch Lüsternheit. In Wahrheit geht das überdimensionierte Scrotum auf eine historische Begebenheit zurück: In bestimmten Präfekturen blühte die Metallurgie- und Schmiedeindustrie. Die Industriestadt Kanazawa in der Präfektur Ishikawa genoss zu dieser Zeit den landesweit größten Goldhandel. Hochwertiges Goldblech wurde zu dünnen Blättern gehämmert, weil es dergestalt recht wenig wog und leichter formbar war. Die Goldblätter wurden wiederum in Tanukihaut gewickelt, weil diese hitzebeständig, dehnbar und geschmeidig ist. Bevorzugt die Bauch- und Scrotumhaut wurde verwendet. Aus dieser Gepflogenheit erwuchs im ländlichen Volk wohl der Aberglaube, die Hodensäcke von Tanuki müssten voller Gold sein. Tatsächlich bedeutet das japanische Wort für die Hoden von Tanukis, kintama (金玉), übersetzt „Goldhoden“. Überdimensionierte Scrota stehen also symbolisch für bescheidenen Wohlstand, Großzügigkeit und Überfluss. Illustratoren und Künstler sollte dies allerdings nicht davon abhalten, speziell den Aberglauben zum Anlass zu nehmen, Tanuki mit Riesenscrota bei den unmöglichsten Tätigkeiten und in komisch-lächerlichen Situationen zu porträtieren.
Andere, bekannte Kunstwerke porträtieren Tanuki mit dicken Bäuchen, die sie tatsächlich als Trommeln benutzen, entweder mit ihren Händen oder mit goldenen Schlägeln. Die genaue Herkunft dieses Aberglaubens ist unbekannt, doch wird von trommelnden Tanuki bereits in einem Gedicht des Poeten Fujiwara no Sadagana aus dem Jahr 1202 erzählt. Im Sammelwerk Rōō Chawa (老媼茶話; Teeplaudereien alter Frauen) des Autors Kida Tomizō aus dem Jahr 1742 findet sich eine weitere Anekdote. Die Geschichte beschreibt einen dankbaren Tanuki, der für eine gutherzige Familie allabendlich Musik spielt, nachdem der Sohn der Familie den Tanuki vor dem Ertrinken gerettet hat.
Die meisten Autoren und Zeichner haben ihren Bildern keinerlei erklärenden Beitexte hinzugefügt – möglicherweise ein Hinweis darauf, dass der Tanuki als Yōkai zu ihren Zeiten zwar schon länger bekannt war, sie aber nicht viel darüber zu erzählen wussten. Oder sie dachten sich, dass es aufgrund des hohen Bekanntheitsgrades des Tanuki keiner Erklärung bedürfe.

## Bekannte Legenden
Aus dem Jahr 1202 werden die ersten beiden greifbaren Legenden um zauberkundige Tanuki überliefert. Die erste Geschichte erzählt von einem gelangweilten Tanuki, der in einem verlassenen Kloster feststellt, dass alle Glocken und Gongs nicht mehr funktionieren. Also fängt er an, auf seinem Scrotum und seinem Bauch zu musizieren. Seine Geräuschkulisse lockt Mönche und Schaulustige an, die das Kloster schließlich restaurieren und neu beziehen.
Die zweite Sage ist deutlich bekannter, wurde in der frühen Edo-Zeit wieder aufgegriffen und geringfügig ausgeschmückt. Sie ist unter dem Titel Bunbuku chagama (分福茶釜; Der Teekessel, der reich machte) bekannt. Die Legende erzählt von einem armen Holzfäller, der einem Tanuki das Leben rettete. Der Tanuki wollte es dem Mann danken und ersann einen Plan: Er legte sich ein Teeblatt auf den Kopf und verwandelte sich in einen wunderschönen Teekessel. Der Holzfäller verkaufte den vermeintlichen Kessel für viel Geld an den leitenden Hohepriester (大祭司;Dai-saishi) des Morinji dera-Tempel zu Tatebayashi nahe Tokio. Der ahnungslose Hohepriester wollte es sich freilich nicht nehmen lassen, das teure Schmuckstück gleich auszuprobieren. Zuvor aber stopfte er den Kessel in eine enge Holzkiste und versteckte diese, aus Sorge vor Neidern und Dieben. Am nächsten Abend also füllte er den „Teekessel“ mit Wasser und hängte ihn über eine Feuerstelle. Dann ging er hinaus zum Vorratsraum, um sich guten Tee zu besorgen. Unterdessen wurde es dem armen Tanuki buchstäblich ganz warm ums Herz und als die Hitze unerträglich geworden war, nahm er seine Originalgestalt an und befreite sich. Dann schalt er den Priester für die lieblose Behandlung und rannte davon. Bunbuku chagama wurde schon früh in verschiedenen Variationen verbreitet, bekannt ist die Version des Autors Katsushika Hokusai aus dem Jahr 1847. Hokusai erweiterte das Ende der Geschichte um die Anekdote, dass der Tanuki zum Holzfäller zurückkehrte und diesen mit seinen Zaubertricks und Verwandlungskünsten steinreich machte.